# استان‌های بنگلادش
تقسیمات کشوری بنگلادش چنین است که کشور به ۸ منطقهٔ بزرگ (استان) (بنگالی: বিভাগ bibhag) تقسیم می‌شود که هر منطقه (استان)، به‌نام بزرگ‌ترین شهرش نام‌گذاری شده‌است. هر استان به تعدادی ناحیه تقسیم می‌شود.

## تاریخچه
پس از استقلال بنگلادش در سال ۱۹۷۱، کشور بنگلادش به چهار استان تقسیم شد:
- داکا[۱]
- چیتاگونگ
- راج شاهی
- کولنا

در سال ۱۹۹۳ استان باریسال از کولنا جدا شد و همین‌طور استان سیلهت در سال ۱۹۹۸ از چیتاگونگ جدا شد. بدین ترتیب بنگلادش به شش استان تقسیم شد.
در ۲۵ ژانویهٔ ۲۰۱۰ استان رنگ‌پور، از دو ناحیهٔ رنگ‌پور و دیناج‌پور تشکیل شد که هر دو پیش از این جزء استان راج‌شاهی بودند. با توجه به این تقسیم‌بندی‌ها، استان رنگ‌پور از نظر جمعیت در ردهٔ پنجم و بالاتر از دو استان باریسال و سیلهیت قرار می‌گیرد. همچنین شهر رنگ‌پور، بزرگ‌تر از دو شهر باریسال و سیلهیت است. در ۱۴ سپتامبر ۲۰۱۵ نیز استان میمن‌سینگ به‌عنوان هشتمین استان ایجاد شد.

## فهرست استان‌ها
| استان          | مرکز اداری | تقسیمات کوچک‌تر | تقسیمات کوچک‌تر | تقسیمات کوچک‌تر | مساحت (km2) | جمعیت       | تراکم جمعیت (/km2) |
| استان          | مرکز اداری | ناحیه          | Upazila        | Union Parishad | مساحت (km2) | جمعیت       | تراکم جمعیت (/km2) |
| -------------- | ---------- | -------------- | -------------- | -------------- | ----------- | ----------- | ------------------ |
| استان باریسال  | باریسال    | ۶              | ۳۹             | ۳۳۳            | ۱۳٬۲۲۵٫۲۰   | ۸٬۳۲۵٬۶۶۶   | ۶۱۳                |
| استان چاتگام   | چاتگام     | ۱۱             | ۹۷             | ۳۳۶            | ۳۳٬۹۰۸٫۵۵   | ۲۸٬۴۲۳٬۰۱۹  | ۸۳۱                |
| استان داکا     | داکا       | ۱۳             | ۹۳             | ۱٬۸۳۳          | ۲۰٬۵۹۳٫۷۴   | ۳۶٬۰۵۴٬۴۱۸  | ۱٬۷۵۱              |
| استان کولنا    | خولنا      | ۱۰             | ۵۹             | ۲۷۰            | ۲۲٬۲۸۴٫۲۲   | ۱۵٬۶۸۷٬۷۵۹  | ۶۹۹                |
| استان میمن‌سینگ | میمن‌سینگ   | ۴              | ۳۴             | ۳۵۰            | ۱۰٬۵۸۴٫۰۶   | ۱۱٬۳۷۰٬۰۰۰  | ۱٬۰۷۴              |
| استان راج‌شاهی  | راج‌شاهی    | ۸              | ۷۰             | ۵۵۸            | ۱۸٬۱۵۳٫۰۸   | ۱۸٬۴۸۴٬۸۵۸  | ۱٬۰۰۷              |
| استان رنگ‌پور   | رنگ‌پور     | ۸              | ۵۸             | ۵۳۶            | ۱۶٬۱۸۴٫۹۹   | ۱۵٬۷۸۷٬۷۵۸  | ۹۶۰                |
| استان سلهت     | سلهت       | ۴              | ۳۸             | ۳۳۴            | ۱۲٬۶۳۵٫۲۲   | ۹٬۹۱۰٬۲۱۹   | ۷۷۹                |
| مجموع          | ۰۸         | ۶۴             | ۴۸۸            | ۴٬۵۵۰          | ۱۴۷٬۵۷۰٫۰۰  | ۱۴۹٬۷۷۲٬۳۶۴ | ۷۷۱۴               |